# Vörös vari
A vörös vari (Varecia rubra) a makifélék közé tartozó, trópusi elterjedésű, veszélyeztetett állatfaj. Kifejlett példányainak testhossza 50–60 cm, farkának hossza 65 cm; tömege 3,2 kg és 4,5 kg között változik. Jellemzően vöröses színűek, szőrükön néhány fehér folttal, leszámítva az arcuk körüli területet – az úgynevezett "álarcot" –, a farkukat és a lábaikat, amik fekete színűek. Csuklójukon szagmirigyeik vannak, amiket területük megjelölésére használnak.

## Életmódja
A vörös vari kényelmes állat. Délelőtt sütkérezik a melegben és csak alkonyatkor indul táplálékot keresni. Kisebb csapatokban él, amelyek létszáma akár 20 egyedből is állhat, de minden csapatban az egyik nőstény egyedé a vezető szerep; a támadók ellen is ő védi meg a csapatot. Szinte kizárólag gyümölcsöket fogyaszt, néha rovarokat és madártojásokat is eszik.

## Szaporodása
A nőstények az ágvillákba építik fészküket. Oda rejtik a kölyköket is, akik 3 hét elteltével másznak elő. 7 hetes korukban már kecsesen és ügyesen mozognak a fákon. A fiatalok 2-3 éves korukban lesznek ivarérettek.

## Állatkertekben
A varik javarészt nappali életmódjuk és tetszetős külsejük miatt mindig is kedvelt állatkerti állatnak számítottak, ma is sokfelé előfordulnak állatkertekben.
Magyarországon a Fővárosi Állat- és Növénykertben, a Nyíregyházi Állatparkban, a veszprémi Kittenberger Kálmán Növény- és Vadasparkban és a pécsi állatkertben tartanak vörös varikat.